# John B. Cobb
Pour les articles homonymes, voir Cobb.
John Boswell Cobb, né le 9 février 1925 à Kobe (préfecture de Hyōgo, Japon) et mort le 26 décembre 2024, est un théologien, professeur d'université et philosophe américain.
Héritier de l'école de Chicago, il est l'un des principaux représentants de la théologie chrétienne du Process, inspirée de la philosophie d'Alfred North Whitehead, qui entend souligner le caractère dynamique de la divinité. Il est codirecteur honoraire du Centre sur la Philosophie et la théologie du process à Claremont (Los Angeles, Californie).

## Éléments de sa théologie
Issu d’une famille de missionnaires méthodistes un temps installés au Japon, Cobb s’oriente vers la théologie des process sous l’influence de Charles Harsthorne, son professeur à la Divinity School de Chicago, qui l’introduit à la philosophie de Whitehead. La théologie du process de Cobb est une forme de pananthéisme qui comprend Dieu comme étant à la fois présent dans le monde et étant plus que le monde. Nous sommes tous en Dieu sans épuiser l’essence de Dieu.
Dans cette vision, tout ce qui existe peut accéder à l’expérience de Dieu. Même un électron peut avoir une expérience et atteindre un certain degré de valeur intrinsèque. Plus grande est sa capacité d’expérience, plus grande aussi la valeur intrinsèque de la créature. Donc toute chose à de la valeur en elle-même et de la valeur pour Dieu, au delà de la valeur instrumentale qu'elle représente pour les humains.

### Reformulation de la théorie de l’omniscience de Dieu
Pour Cobb, Dieu a une connaissance parfaite. Il sait tout ce qui est possible, et tout ce qui ne l’est pas. Mais il ne sait pas exactement ce qui va se passer. Les créatures, spécialement les humaines, prennent de réelles décisions. Prétendre que Dieu sait déjà tout de ces décisions, c’est nier l’existence de la réalité de ces décisions.
La connaissance parfaite de Dieu consiste à savoir ce qui est déterminé à l’avance et ce qui ne l’est pas. C’est savoir que tout ce qui est arrivé est arrivé, que tout ce qui est déterminé est déjà fixé, et que ce qui est indéterminé reste indéterminé.

### Rejet de l’omnipotence de Dieu.
Cobb considère l’omnipotence comme une erreur théologique. Si Dieu a tous les pouvoirs, les créatures n’en ont aucun. Si nous n’en avons aucun, le sentiment de prendre des décisions et d’assumer des responsabilités est une illusion. Tout est en réalité fait par Dieu. En chaque péché, Dieu est le pécheur.
Pour Cobb, le terme Tout Puissant provient d’une mauvaise traduction de l’hébreu.

## Engagements environnementaux
En 1969, c’est la lecture du livre Population Bomb des époux Ehrlich qui le convainc d’orienter sa vocation religieuse vers la recherche de réponses aux problèmes environnementaux.
À ceci s’ajoute l’influence de l’accusation portée par Lynn White contre le christianisme, qu’il juge responsable de la crise environnementale pour avoir abusé de la parole biblique semblant attribuer une domination sur la création. Accusation à l’origine d’une réinterprétation théologique du mot dominion employé dans la bible comme un protectorat attribué sur la création plutôt qu’une domination. Cobb ne croyait pas que le christianisme fût la cause de la crise environnementale. Mais il y trouva sa vocation : détourner l’humanité du désastre.
« Ma nouvelle vocation fut de critiquer la théologie Protestante qui m’avait guidé, et bien d’autres, à être aveugle à la dépendance de la vie humaine de systèmes écologiques plus vastes. Nous, les Protestants, avions beaucoup de responsabilité pour la cécité de notre société entière. Nous fûmes appelés à nous repentir ».

### Biodiversité
Cobb a contribué à BioDiversity, le livre collectif issu du forumde 1986 pour lequel le mot biodiversity a été inventé. Il y défend la notion de valeur intrinsèque contre celle de valeur utilitaire car les arguments utilitaires anthropocentristes pour la protection de la biodiversité lui semblent limités. Pour Cobb, un point saillant de la Genèse est que lorsque Dieu créa les plantes et les animaux, il vit qu'ils étaient bons. Non pas bons pour nous, mais bon intrinsèquement. Notre supériorité est d'avoir été faits à l'image de Dieu, et d'avoir reçu un dominion sur les autres créatures. Mais ce dominion ne peut être un despotisme ou justifier une exploitation égoïste. C'est une intendance (stewardship) par laquelle nous reconnaissons notre responsabilité face à Dieu. Exterminer sans nécessité une espèce entière de ces créatures sur lesquelles nous exerçons notre intendance est pour Cobb trahir cette intendance et appauvrir l'expérience de Dieu. C’est un crime contre notre créateur.

### Durabilité
Cobb rejette les critiques de ceux qui veulent remplacer la durabilité par le développement durable car il pense que les ressources limitées de la planète ne le permettent pas. Mais il retire sa critique si ce développement est calculé en termes de bien-être plutôt que de PIB.
En conséquence Cobb a collaboré avec Hermann Daly à la création de l’indice de bien-être durable (IBED), un indicateur alternatif visant à remplacer le produit intérieur brut (PIB).

### Position face à l’écologie profonde
Cobb rejette la position de Paul Shepard, son collègue à la Claremont Graduate School, qui argumentait que l’abandon de la société des chasseurs-cueilleurs avait été un désastre et que tous les supposés progrès depuis avaient poussé l’humanité toujours plus loin dans la folie.
Il reste attaché à l’idée de civilisation, particulièrement dans le contexte judéo-chrétien, sous couvert de notre capacité de repentance.
Cobb reconnaît certaines analogies entre cette sorte d’écologie profonde et sa vision éco-chrétienne. On retrouve dans les deux visions, celle de l'écologie profonde et celle de Cobb, l’idée d’un monde originellement très bon, dégradé par l’humanité à la suite du péché originel, l’éloignement de l’homme civilisé de sa nature originelle – pour avoir mangé le fruit de l’arbre de la connaissance du bien et du mal.
Mais il perçoit deux différences fondamentales : le rêve du retour au paradis perdu n’a pour un chrétien pas de sens, des anges gardiens en interdisent l’entrée. Le désastre consécutif au péché originel n’est pas un appel à un retour en arrière mais à la rédemption. Et le salut promis par Jésus Christ sera supérieur à l’innocence perdue en mangeant le fruit défendu.
Pour Cobb, nous ne sommes pas une espèce comme les autres. Nous avons été faits à l’image de Dieu et chargés de veiller sur sa création. Depuis le péché originel l’humanité a abusé de son privilège et de ses responsabilités. Abus qui s’est poursuivi et accentué avec le temps. C’est le devoir de tout être humain de surmonter cet abus. Ce qui implique que tout chrétien a un devoir de profonde repentance. Toutefois l’idée que percevoir que l’humanité comme privilégiée et responsable en relation avec les autres espèces est elle-même le problème, typique des écologistes profonds, ne peut être pour lui dérivée des Écritures.
Dans un ouvrage commun, Herman Daly et John Cobb affirment se reconnaître dans les principes de l’écologie profonde mais déplorent être exclus de facto de cette philosophie par son interprétation en terme d'égalité biocentrique : « Que toutes les choses dans la biosphère ont un droit égal à vivre et s'épanouir et à déployer leurs propres formes individuelles et à se réaliser dans l'ensemble plus vaste de réalisation... que tous les organismes et entités dans l'écosphère, comme partie d'un tout en interrelation, sont égales en valeur intrinsèque ».
Leur credo en la valeur intrinsèque n'implique pas une égalité si stricte. Ils croient qu'il y a plus de valeur intrinsèque dans une personne humaine que dans un moustique ou un virus. Plus dans un singe ou un dauphin que dans un ver de terre ou une bactérie. Ceci est indépendant de leur importance fonctionnelle dans le tout. Que cela affecte la vie pratique et les politiques économiques et que le refus des écologistes profonds à le reconnaître les entraîne dans un profond manque de pertinence. À l'égalité biocentrique, ils préfèrent la vision d'Aldo Leopold, quand il écrit « une chose est juste quand elle tend à préserver l'intégrité, la stabilité, et la beauté de la communauté biotique »,.

## Vues sur l’évolution
Avec Charles Birch, Cobb a écrit The Liberation of Life qui contient leur conception de l’évolution. Ils partagent la conviction de Jacques Monod que toute l’évolution est basée sur le hasard et la nécessité. Les mutations aléatoires sont pour eux le fondement de toute la variété de la vie. Et Monod a pour eux raison de penser qu’il existe une nécessité inexorable d’une sélection naturelle des types. Mais pour eux l’évolution ne peut être comprise sans prendre en compte les comportements à finalité des animaux. Le comportement exploratoire des animaux mène à de nouveaux types de comportements qui à leur tour agissent sur les processus de sélection. Une espèce co-évolue avec son environnement. Mais il n’existe pas non plus une nature stable et harmonieuse à la sagesse de laquelle on devrait se soumettre. La finalité intelligente joue pour eux un rôle important dans l'évolution, et comme l'environnement change son rôle en est accru. La culture humaine est un facteur immensément important en écologie, car elle introduit de nouveaux éléments dans l’environnement.